# Trevor Bassitt
Trevor Bassitt (26 de febrero de 1998) es un deportista estadounidense que compite en atletismo, especialista en las carreras de velocidad y de vallas.
Ganó una medalla de bronce en el Campeonato Mundial de Atletismo de 2022 y una medalla de plata en el Campeonato Mundial de Atletismo en Pista Cubierta de 2022.

## Palmarés internacional
| Campeonato Mundial                   | Campeonato Mundial      | Campeonato Mundial | Campeonato Mundial |
| Año                                  | Lugar                   | Medalla            | Prueba             |
| ------------------------------------ | ----------------------- | ------------------ | ------------------ |
| 2022                                 | Eugene (Estados Unidos) | Medalla de bronce  | 400 m vallas       |
| Campeonato Mundial en Pista Cubierta |                         |                    |                    |
| Año                                  | Lugar                   | Medalla            | Prueba             |
| 2022                                 | Belgrado (Serbia)       | Medalla de plata   | 400 m              |